# Edgar Grospiron
Edgar Grospiron (Lélex, 17 marzo 1969) è un ex sciatore freestyle francese, specialista nelle gobbe.

## Biografia
In Coppa del Mondo esordì il 12 dicembre 1985 a Tignes (16º), ottenne il primo podio il 23 marzo 1987 a La Clusaz (2º) e la prima vittoria il 19 marzo 1988 a Meiringen-Hasliberg.
In carriera partecipò a tre edizioni dei Giochi olimpici invernali, Calgary 1988 (3º nelle gobbe), Albertville 1992 (1º nelle gobbe) e Lillehammer 1994 (3º nelle gobbe), e a quattro dei Campionati mondiali, vincendo tre medaglie d'oro.

## Palmarès

### Olimpiadi
- 2 medaglie:
  - 1 oro (gobbe a Albertville 1992)
  - 1 bronzo (gobbe a Lillehammer 1994)

### Mondiali
- 3 medaglie:
  - 3 ori (gobbe a Oberjoch 1989; gobbe a Lake Placid 1991; gobbe a La Clusaz 1995)

### Coppa del Mondo
- Miglior piazzamento in classifica generale: 5º nel 1992
- Vincitore della Coppa del Mondo di gobbe nel 1990, nel 1991, nel 1992 e nel 1994
- 57 podi:
  - 28 vittorie
  - 18 secondi posti
  - 11 terzi posti

#### Coppa del Mondo - vittorie
| Data             | Luogo                 | Paese            | Disciplina |
| ---------------- | --------------------- | ---------------- | ---------- |
| 19 marzo 1988    | Meiringen-Hasliberg   | Svizzera         | MO         |
| 22 gennaio 1989  | Calgary               | Canada           | MO         |
| 28 gennaio 1989  | Breckenridge          | Stati Uniti      | MO         |
| 12 febbraio 1989 | La Clusaz             | Francia          | MO         |
| 23 marzo 1989    | Suomu                 | Finlandia        | MO         |
| 15 dicembre 1989 | La Plagne             | Francia          | MO         |
| 6 gennaio 1990   | Mont Gabriel          | Canada           | MO         |
| 13 gennaio 1990  | Lake Placid           | Stati Uniti      | MO         |
| 10 febbraio 1990 | Inawashiro            | Giappone         | MO         |
| 17 febbraio 1990 | Iizuna Kogen          | Giappone         | MO         |
| 30 novembre 1990 | La Plagne             | Francia          | MO         |
| 18 gennaio 1991  | Breckenridge          | Stati Uniti      | MO         |
| 19 gennaio 1991  | Piancavallo           | Italia           | MO         |
| 25 febbraio 1991 | Skole                 | Unione Sovietica | MO         |
| 11 gennaio 1992  | Blackcomb             | Canada           | MO         |
| 18 gennaio 1992  | Breckenridge          | Stati Uniti      | MO         |
| 1º febbraio 1992 | Oberjoch              | Germania         | MO         |
| 29 febbraio 1992 | Inawashiro            | Giappone         | MO         |
| 7 marzo 1992     | Madarao               | Giappone         | MO         |
| 13 marzo 1992    | Altenmarkt-Zauchensee | Austria          | MO         |
| 9 gennaio 1993   | Blackcomb             | Canada           | MO         |
| 15 gennaio 1994  | Breckenridge          | Stati Uniti      | MO         |
| 21 gennaio 1994  | Lake Placid           | Stati Uniti      | MO         |
| 3 febbraio 1994  | La Clusaz             | Francia          | MO         |
| 8 febbraio 1994  | Hundfjället           | Svezia           | MO         |
| 6 marzo 1994     | Kirchberg in Tirol    | Austria          | MO         |
| 3 febbraio 1995  | Oberjoch              | Germania         | MO         |
| 8 febbraio 1995  | Meiringen-Hasliberg   | Svizzera         | MO         |

Legenda:

MO = gobbe